# Muzeum Erlitou
Muzeum Erlitou (chiń. 二里头夏都遗址博物馆) – chińskie muzeum znajdujące się w mieście Luoyang, funkcjonujące od 19 października 2019 roku. Eksponaty wystawione w nim pochodzą ze stanowiska archeologicznego Erlitou, ich liczba wynosi ponad 2 tysiące.

## Historia
Budowa muzeum rozpoczęła się 2 września 2017 roku, jednak kamień węgielny został położony trzy miesiące wcześniej; łączny koszt budowy wynosił ok. 630 mln juanów. Muzeum Erlitou zostało oficjalnie otwarte 19 października 2019 roku, w dniu otwarcia zostało odwiedzone przez ponad 40 tys. osób.
Obszar muzeum ma około 1 km², sam budynek ma cztery kondygnacje, w tym jedną podziemną. Między innymi na najwyższym piętrze znajdują się cztery sale wystawowe, a na parterze funkcjonuje kino mogące pomieścić do 400 osób, wyświetlane w nim są filmy dotyczące kultury Erlitou.